# 米山親能
米山 親能（よねやま ちかよし、1944年3月 - ）は、日本の文学研究者、フランス文学・思想研究者。東北大学大学院国際文化研究科国際文化交流論専攻名誉教授。フロベール、ミシェル・セールなどを専門にする。
東北大学文学部卒業。東北大学大学院文学研究科修士課程修了。2022年、瑞宝中綬章受章。

## 翻訳書
- ミシェル・セール『パラジット』（共訳）, 『五感』, 『彫像』, 『自然契約』（共訳）, 『天使の伝説』, 『アトラス』（共訳）, 『哲学を讃えて』（共訳）, 『人類再生』
- カストリアディス『迷宮の岐路2 人間の領域』（共訳）
- ジャン＝ピエール・デュピュイ『犠牲と羨望』（共訳）